# Степовое (Лохвицкий район)
Степное (укр. Степне, до 2016 г. — Пролетарий) — село,
Гирявоисковецкий сельский совет,
Лохвицкий район,
Полтавская область,
Украина.
Код КОАТУУ — 5322682406. Население по переписи 2001 года составляло 7 человек.

## Географическое положение
Село Степное находится на правом берегу реки Артополот,
выше по течению на расстоянии в 3 км расположено село Старый Хутор,
ниже по течению на расстоянии в 1,5 км расположено село Токари.